# Franz Dienert
Franz Dienert (Lebensdaten unbekannt) war ein deutscher Fußballspieler.
Dienert spielte in den dreißiger Jahren Verteidiger für den VfB Mühlburg in der Gauliga Baden, damals eine der 16 höchsten Spielklassen im deutschen Fußball. Er ging aus der Nachwuchsarbeit des ehemaligen FC Weststadt in Karlsruhe hervor und wurde beim VfB Mühlburg zu einem der Leistungsträger. Aufgrund seiner guten Leistungen in der Gauliga wurde Dienert in den Kader der deutschen Fußballnationalmannschaft aufgenommen und gehörte bei der Fußball-Weltmeisterschaft 1934 als Reservespieler zuhause auf Abruf zum deutschen WM-Aufgebot. Zusammen mit Josef Streb (ebenfalls 1934), Hermann Nuber (1958) und Wolfgang Paul (1966) gehört er zu den deutschen Fußballspielern, die zwar in einem WM-Kader standen, aber nie ein Spiel für die deutsche Nationalmannschaft absolvierten.